# Монтелаббате
Монтелаббате (італ. Montelabbate) — муніципалітет в Італії, у регіоні Марке,  провінція Пезаро і Урбіно.
Монтелаббате розташоване на відстані близько 220 км на північ від Рима, 65 км на північний захід від Анкони, 12 км на південний захід від Пезаро, 20 км на північний схід від Урбіно.
Населення — 6848 осіб (2014).

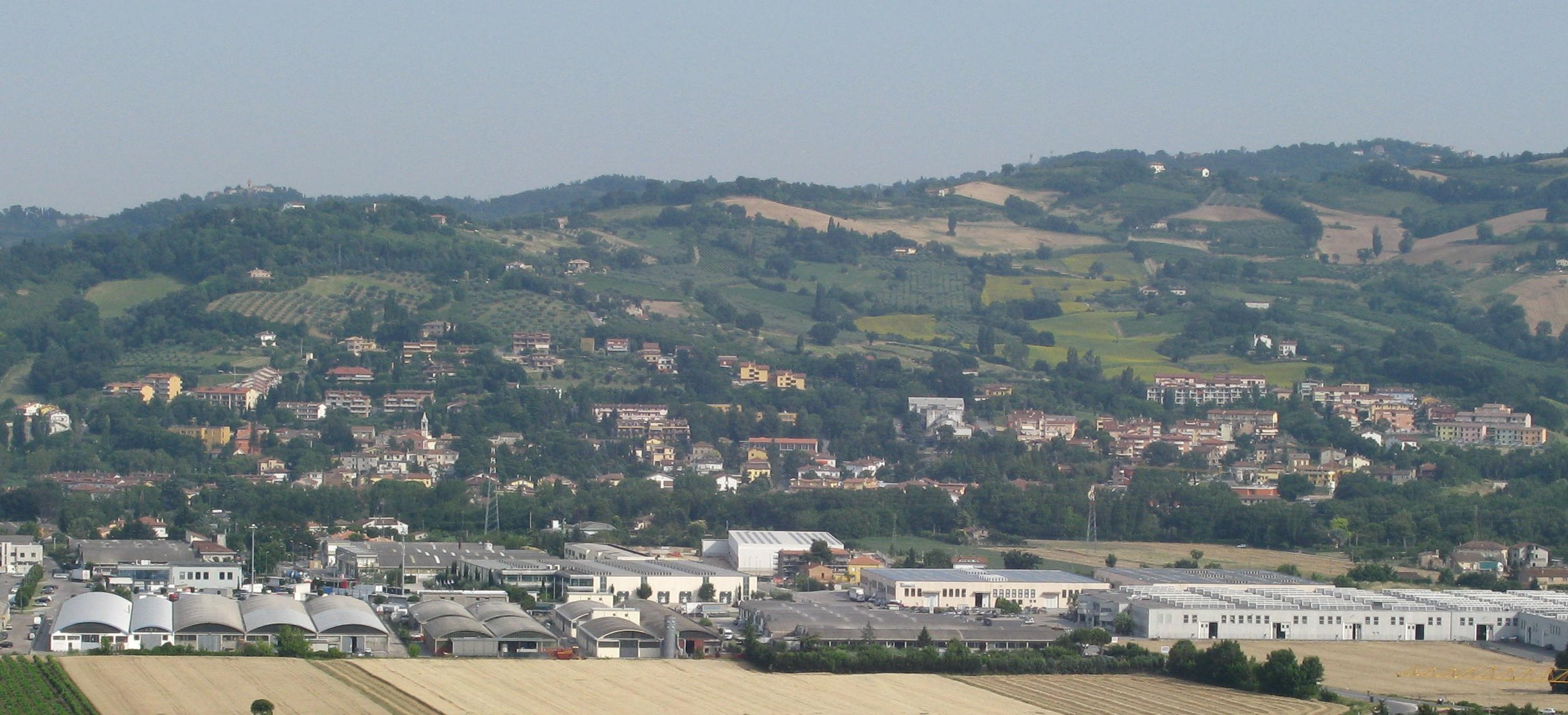
Montelabbate

Щорічний фестиваль відбувається 24 вересня. 

## Демографія
Населення за роками:

Станом на 1 січня 2023 року в муніципалітеті офіційно проживав 801 іноземець з 49 країн, серед них 171 громадянин країн Євросоюзу та 20 громадян України.

## Сусідні муніципалітети
- Валлефолья
- Монтечиккардо
- Пезаро
- Тавуллія
- Урбіно